# Čočka (rod)
Čočka (Lens) je rod rostlin z čeledi bobovité. Jsou to jednoleté byliny s drobnými květy a zpeřenými listy, rozšířené v 5 druzích hlavně v oblasti od Středomoří po Střední Asii. Čočka jedlá je stará kulturní plodina a je pěstována jako luštěnina.

## Popis
Čočky jsou jednoleté vzpřímené nebo plazivé byliny se sudozpeřenými listy a vřetenovitými kořeny. Lodyhy jsou tenké a chabé. Listy jsou sudozpeřené, složené ze 2 až mnoha párů celokrajných lístků, osa listu je zakončena úponkou nebo hrotem. Květy jsou drobné, nejčastěji bílé, bledě modré nebo růžové, v chudých úžlabních hroznech nebo jednotlivé. Kalich má 5 dlouhých zubů, které jsou nejméně 2x delší než kališní trubka. Pavéza je obvejčitá. Tyčinky jsou dvoubratré, 9 je srostlých nitkami a jedna horní volná. Semeník je téměř přisedlý nebo jen krátce stopkatý, nejčastěji se 2 vajíčky. Čnělka je zploštělá, pod bliznou na vnitřní straně chlupatá. Lusky jsou krátké, silně zploštělé a obsahují 1 až 2 čočkovitá semena.

## Rozšíření
Rod čočka zahrnuje 5 druhů. Je rozšířen od Středomoří po Střední Asii a Pákistán, s přesahy do tropické Afriky a na Kanárské ostrovy. V jižní Evropě se přirozeně vyskytují 4 druhy. Čočka jedlá pochází z oblasti jihozápadní Asie a je pěstována po celém světě včetně České republiky. Zplaňuje velmi vzácně, zejména na jižní Moravě. Druh Lens ervoides má rozsáhlý areál od Španělska po jihozápadní Asii a Kavkaz, vyskytuje se i v severní Africe a má izolované arely i v rovníkové Africe (Etiopie, Uganda, Demokratická republika Kongo). Velký areál má také Lens nigricans a Lens orientalis.

## Význam
Čočka jedlá (Lens culinaris) je jedna z nejstarších kulturních rostlin a známá luštěnina. Největším pěstitelem je v současnosti Indie. Mladé lusky jsou konzumovány jako zelenina, nať po sklizni semen představuje hodnotné krmivo. Semena čočky jsou také zdrojem průmyslově využívaného škrobu.